# Csap–Ungvár–Szambir–Lviv-vasútvonal
A Csap–Ungvár–Szambir–Lviv-vasútvonal vasúti fővonal Ukrajnában. Ungvártól Uzsokig az Ung völgyében halad. A történelmi határt az Uzsoki-hágónál lépi át. A vasútvonal egyvágányú, széles nyomtávú (1520 mm).

## Történelem
A Magyar Északkeleti Vasút építését az Országgyűlés 1865. évi XIII. törvénycikke tette lehetővé. A vonal Ungvárig 1872-ben épült ki. A történelmi határt a szintén az Osztrák–Magyar Monarchiához tartozó Galícia felé 1905-ben lépte át.
A vasútvonal Kárpátokon inneni része a trianoni béke során Csehszlovákiához került (a további szakasz Lengyelországhoz), jóllehet a csapi csomópontra Románia is igényt tartott, ami a szövetségesek között is vitákra adott okot.

## Fordítás
- Ez a szócikk részben vagy egészben a Bahnstrecke Lwiw–Sambir–Tschop című német Wikipédia-szócikk ezen változatának fordításán alapul.  Az eredeti cikk szerkesztőit annak laptörténete sorolja fel. Ez a jelzés csupán a megfogalmazás eredetét és a szerzői jogokat jelzi, nem szolgál a cikkben szereplő információk forrásmegjelöléseként.